# Leonel López González
Leonel López González (Zacoalco de Torres, Jalisco,
24 de mayo de 1994) es un futbolista mexicano, juega de mediocampista en The Strongest de la Primera División de Bolivia.

## Trayectoria

### Inicios y Club de Fútbol Pachuca
Inició su andar futbolístico en el Club Deportivo Yurécuaro de Tercera División de México en el año 2010. Posteriormente, fue transferido al Real Zamora dentro de la misma Liga en 2012 y regresó al Club Deportivo Yurécuaro en ese mismo año.
Llegó a las fuerzas básicas del Club de Fútbol Pachuca en 2010 para formar parte de la categoría Sub-20, donde al año siguiente tras buenas actuaciones con la categorías menores. 

### Club León
En mayo de 2013 pasó al Club León para el Apertura 2013, hizo su debut en Copa MX y, al seguir con un gran nivel dentro del Club Esmeralda, solo marcando 1 gol en 5 años, muy extraño para su nivel, hizo su debut en Primera División. En el año 2017 fue separado del primer equipo por actos de indisciplina señalados por el director técnico Gustavo Díaz.

### Deportivo Toluca Fútbol Club
Para diciembre de 2017 , se confirma su traspaso al Toluca, en calidad de préstamo hasta mayo de 2018 sin opción a compra, donde logró retomar su nivel futbolístico siendo titular indiscutible. Llegó a la final y aunque no la ganó, dio una buena actuación.

### Club León (2ª Etapa)
Para la Apertura de México 2018, a pesar de las negociaciones con el Toluca que intentó la compra del jugador, el Toluca rechazó el precio de cláusula de 8 millones de dólares. Al no comprarlo, se confirmó su regreso al Club León siendo el segundo refuerzo de cara al Apertura 2018.

### Deportivo Toluca Fútbol Club (2ª Etapa)
El 21 de diciembre de 2018, se hace oficial el regreso de López al Toluca  en calidad de compra definitiva, invirtiendo 2 millones de dólares para comprar su carta al Club León .

### Club América
El 17 de julio de 2019, se oficializa su traspaso al Club América, en calidad de préstamo por 1 año sin opción a compra.

### Pumas UNAM
En enero de 2020 después de un paso no muy vistoso por el América se oficializa su traspaso al Club Universidad Nacional en calidad de préstamo. En donde sigue demostrando su potencial dado que desde su llegada le costó hacerse de un lugar como titular.

## Estadísticas

### Clubes
Actualizado al último partido jugado el 12 de diciembre de 2024.
| C. León · México                  | 1.ª                 | 2013-14             | 0   | 0 | 5  | 0 | -  | - | 5   | 0 | 0.00 |
| C. León · México                  | 1.ª                 | 2014-15             | 3   | 0 | -  | - | 2  | 0 | 5   | 0 | 0.00 |
| C. León · México                  | 1.ª                 | 2015-16             | 4   | 0 | 11 | 1 | -  | - | 15  | 1 | 0.00 |
| C. León · México                  | 1.ª                 | 2016-17             | 27  | 0 | 6  | 0 | -  | - | 33  | 0 | 0.00 |
| C. León · México                  | 1.ª                 | 2017                | 4   | 0 | 5  | 0 | -  | - | 9   | 0 | 0.00 |
| C. León · México                  | 1.ª                 | 2018                | 7   | 0 | 5  | 1 | -  | - | 12  | 1 | 0.00 |
| C. León · México                  | Total               | Total               | 45  | 0 | 32 | 2 | 2  | 0 | 79  | 2 | 0.03 |
| D. Toluca · México                | 1.ª                 | 2018                | 17  | 0 | 6  | 0 | -  | - | 23  | 0 | 0.00 |
| D. Toluca · México                | 1.ª                 | 2019                | 5   | 0 | -  | - | 1  | 0 | 6   | 0 | 0.00 |
| D. Toluca · México                | Total               | Total               | 22  | 0 | 6  | 0 | 1  | 0 | 29  | 0 | 0.00 |
| C. América · México               | 1.ª                 | 2019                | 6   | 0 | -  | - | 1  | 0 | 7   | 0 | 0.00 |
| C. América · México               | Total               | Total               | 6   | 0 | 0  | 0 | 1  | 0 | 7   | 0 | 0.00 |
| C. Universidad Nacional · México  | 1.ª                 | 2020                | 4   | 0 | 2  | 0 | -  | - | 6   | 0 | 0.00 |
| C. Universidad Nacional · México  | 1.ª                 | 2020-21             | 18  | 0 | -  | - | -  | - | 18  | 0 | 0.00 |
| C. Universidad Nacional · México  | 1.ª                 | 2021-22             | 36  | 2 | -  | - | 10 | 0 | 46  | 2 | 0.04 |
| C. Universidad Nacional · México  | 1.ª                 | 2022                | 14  | 0 | -  | - | -  | - | 14  | 0 | 0.00 |
| C. Universidad Nacional · México  | Total               | Total               | 72  | 2 | 2  | 0 | 10 | 0 | 84  | 2 | 0.02 |
| C. Tijuana · México               | 1.ª                 | 2023                | 11  | 0 | -  | - | -  | - | 11  | 0 | 0.00 |
| C. Tijuana · México               | Total               | Total               | 11  | 0 | 0  | 0 | 0  | 0 | 11  | 0 | 0.00 |
| The Strongest · Bolivia           | 1.ª                 | 2023                | 12  | 2 | 6  | 0 | -  | - | 18  | 2 | 0.11 |
| The Strongest · Bolivia           | 1.ª                 | 2024                | 12  | 0 | -  | - | 4  | 0 | 16  | 0 | 0.00 |
| The Strongest · Bolivia           | Total               | Total               | 24  | 2 | 6  | 0 | 4  | 0 | 34  | 2 | 0.06 |
| Jorge Wilstermann · Bolivia       | 1.ª                 | 2024                | 15  | 0 | -  | - | -  | - | 15  | 0 | 0.00 |
| Jorge Wilstermann · Bolivia       | Total               | Total               | 15  | 0 | 0  | 0 | 0  | 0 | 15  | 0 | 0.00 |
| Total en su carrera               | Total en su carrera | Total en su carrera | 194 | 4 | 46 | 2 | 18 | 0 | 259 | 4 | 0.01 |
| (1) Incluye datos de Copa México. |                     |                     |     |   |    |   |    |   |     |   |      |

## Palmarés

### Campeonatos nacionales
| Título              | Club          | País    | Año  |
| ------------------- | ------------- | ------- | ---- |
| Copa MX             | León          | México  | 2013 |
| Campeón Clausura MX | León          | México  | 2014 |
| Primera División    | The Strongest | Bolivia | 2023 |